# Route nationale 118 (Italie)
Pour les articles homonymes, voir Route nationale 118 (homonymie).
La route nationale 118 (SS 118, Strada statale 118 ou Strada statale "Corleonese Agrigentina") est une route nationale d'Italie, située en Sicile, elle relie Bolognetta à Agrigente sur une longueur de 151,391 km.

## Parcours

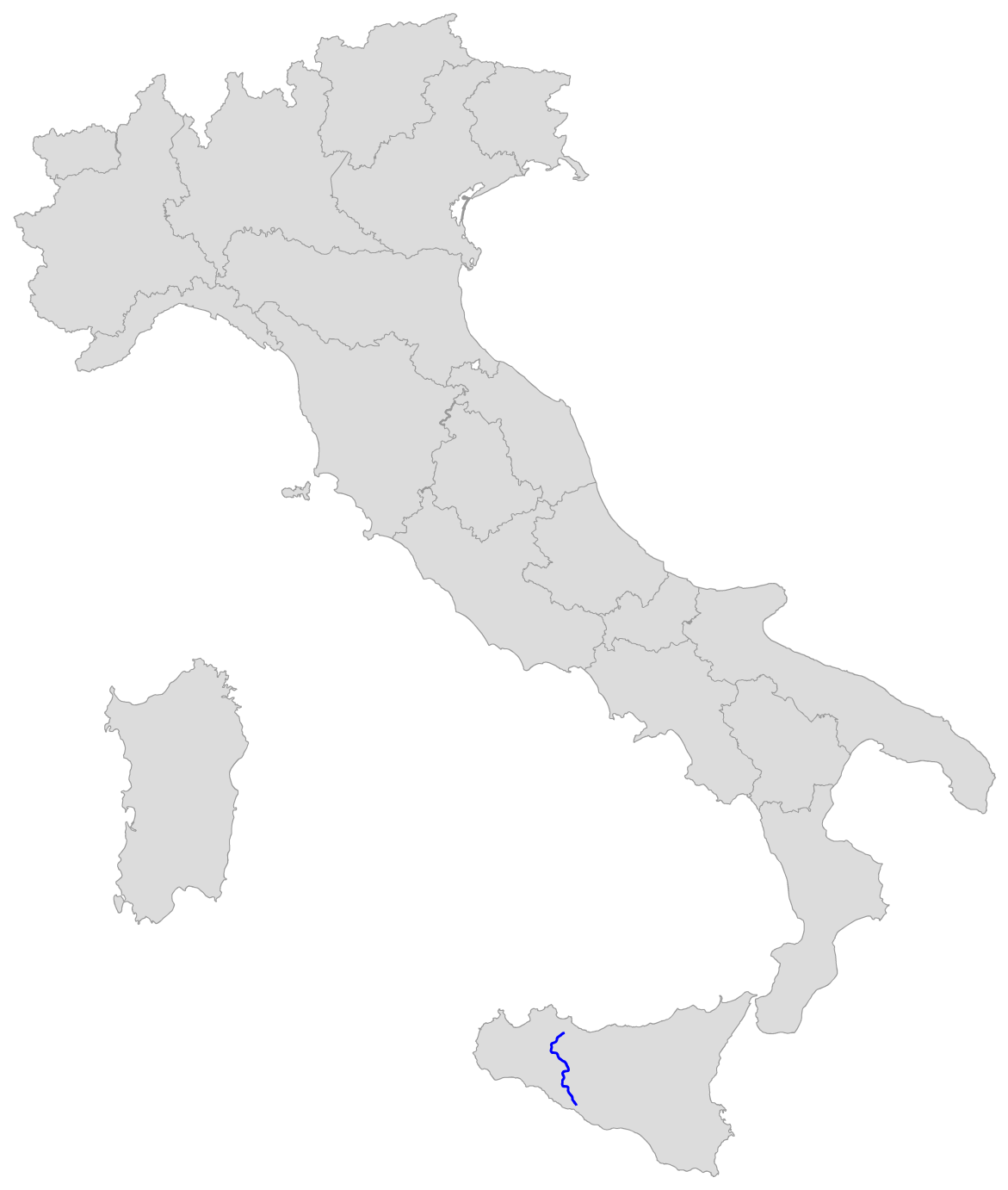
Parcours de la SS 118.